# Klaus-Peter Ebeling
Klaus-Peter Ebeling (Prenzlau, Alemania, 4 de agosto de 1944) es un deportista de la RDA que compitió en piragüismo en la modalidad de aguas tranquilas.
Ganó dos medallas en el Campeonato Mundial de Piragüismo de 1970 y tres medallas en el Campeonato Europeo de Piragüismo, en los años 1965 y 1969.

## Palmarés internacional
| Campeonato Mundial | Campeonato Mundial     | Campeonato Mundial | Campeonato Mundial |
| Año                | Lugar                  | Medalla            | Competición        |
| ------------------ | ---------------------- | ------------------ | ------------------ |
| 1970               | Copenhague (Dinamarca) | Medalla de bronce  | K2 1000 m          |
| 1970               | Copenhague (Dinamarca) | Medalla de plata   | K4 1000 m          |
| Campeonato Europeo |                        |                    |                    |
| Año                | Lugar                  | Medalla            | Competición        |
| 1965               | Bucarest (Rumania)     | Medalla de bronce  | K2 10 000 m        |
| 1969               | Moscú (URSS)           | Medalla de oro     | K4 1000 m          |
| 1969               | Moscú (URSS)           | Medalla de oro     | K4 10 000 m        |